# Robert Bass
Robert Muse Bass (Fort Worth, Texas, 1948) es un empresario e inversor estadounidense. Famoso filántropo, es presidente de Aerion Corporation, una empresa aeroespacial con sede en Reno, Nevada que busca construir los primeros jets empresariales supersónicos. Bass poseía una fortuna de aproximadamente $4.000 millones en 2010 en empresas de petróleo y otras inversiones, que han sido investigadas por la Texas Highway & Public Transportation Commission.

## Biografía
Robert Muse Bass nació en Fort Worth, Texas, en 1948. Su padre, Perry Richardson Bass, fue un rico heredero e inversor. Su madre, Nancy Lee Bass, era una filántropa. Tiene tres hermanos: Lee Marshall, Edward y Sid. Su tío es Sid Richardson.
Bass se graduó por la Universidad Yale, donde recibió un B.A. en Artes. Más tarde, obtuvo un máster en Administración empresarial por la Escuela de Postgrado de Negocios Stanford. Bass está casado a Anne T. Bass, con la que tuvo cuatro hijos. Una hija, Margaret, fue incluida en un artículo que denunciaba las conexiones para ser admitida en la Universidad Stanford. Residen en Woodside, California.

## Carrera
El padre de Robert Bass fundó la empresa Bass Brothers Enterprises en 1960, después de heredar $11 millones de dólares de su tío, Sid W. Richardson, un rico soltero, en 1959. En 1985, el hijo fundó la compañía Robert M. Bass Group, una empresa de capital inversión.  Además, Bass es presidente de Aerion Corporation y presidente de Keystone, Inc. Fundó Oak Hill Capital Partners en 1986.
Taft Broadcasting fue adquirida por TFBA Limited Patnership, empresa incluida en el conglomerado Robert M. Bass Group, en abril de 1987 por $1.430 millones. Bass en marzo de 1988 vendió el Hotel Plaza a Donald Trump gracias a un amigo mutuo, Thomas J. Barrack Jr. Bass no consiguió comprar Bell & Howell en abril de 1988. En junio de 1988, Bass hizo una oferta para adquirir Macmillan Inc., una importante editorial y empresa de información, pero la compañía rechazó la oferta y puso en marcha una reestructuración.

## Filántropo
Bass ha sido presidente de la Universidad de Stanford y de otras instituciones sociales. Ha colaborado con la Institución Brookings, con la Universidad Rockefeller, las escuelas Groton y Middlesex y el Museo Amon Carter.
Bass y su esposa Anne dieron $13 millones para financiar la renovación de la biblioteca de Yale en el Campus de Cross, que fue rebautizada como Biblioteca Bass. En 2005,  aportaron $30 millones de dólares a la Escuela de Postgrado de Negocios Stanford, su alma máter. En 2013, dieron $50 millones a Universidad Duke, universidad a la que ya ayudaron en 1996 y 2001 con $10 millones.